# Saison 3 de No Limit
Chronologie
Saison 2
Cet article présente le guide des épisodes de la troisième saison de la série télévisée No Limit.

## Synopsis
Désormais guéri de sa tumeur, Vincent collabore de nouveau avec HYDRA afin de ramener son père, Claude, à Marseille afin de bénéficier d'une greffe de foie. Toutefois, les rapports entre les deux hommes ne sont pas des plus cordiaux et Vincent doit également gérer Juliette, désormais au courant de ses activités, et Bertrand qui nourrit envers lui une profonde rancœur pour avoir gâché son mariage.
Lola, quant à elle, décide de se prendre un appartement avec son petit copain…

## Généralités
Cette saison est composée de 8 épisodes. 
En France, elle sera diffusée à partir du 8 janvier 2015 jusqu'au 29 janvier 2015 sur TF1.
En Belgique, aucune date de diffusion n'est connue.

## Panorama des saisons
|  | 3 | 8 | 8 janvier 2015 | 29 janvier 2015 | 4 février 2015 |

## Distribution

### Acteurs principaux
- Vincent Elbaz : Vincent Libérati
- Anne Girouard : Juliette Libérati
- Patrick Chesnais : Claude Libérati
- Sarah Brannens : Lola Libérati
- Mylène Demongeot : Christine Libérati
- Claude Brasseur : Jacques Brunetti
- Miglen Mirtchev :	Anatoli Loukov
- Dimitri Storoge : Marco
- Vanessa Guide : Marie Dulac
- Julie Ordon : Zoé
- Clément Brun : Rémy
- Fabien Baïardi : le chef de la sécurité

## Épisodes
| №  | # | Titre     | Réalisation                           | Scénario                                  | Audiences (millions) | Première diffusion |
| -- | - | --------- | ------------------------------------- | ----------------------------------------- | -------------------- | ------------------ |
| 15 | 1 | Épisode 1 | Alain Figlarz, Ludovic Colbeau-Justin | Patrick Renault                           | 4,21                 | 8 janvier 2015     |
|    |   |           |                                       |                                           |                      |                    |
| 16 | 2 | Épisode 2 | Alain Figlarz, Ludovic Colbeau-Justin | Emilie Clamart-Marsollat                  | 3,18                 | 8 janvier 2015     |
|    |   |           |                                       |                                           |                      |                    |
| 17 | 3 | Épisode 3 | Akim Isker, Alain Figlarz             | Laurent Sarfati                           | 4,66                 | 15 janvier 2015    |
|    |   |           |                                       |                                           |                      |                    |
| 18 | 4 | Épisode 4 | Akim Isker, Alain Figlarz             | Camille de Castelnau                      | 3.94                 | 15 janvier 2015    |
|    |   |           |                                       |                                           |                      |                    |
| 19 | 5 | Épisode 5 | Frédéric Berthe, Alain Figlarz        | Patrick Renault                           | 4.93                 | 22 janvier 2015    |
|    |   |           |                                       |                                           |                      |                    |
| 20 | 6 | Épisode 6 | Frédéric Berthe                       | Patrick Renault, Emilie Clamart-Marsollat | 4.26                 | 22 janvier 2015    |
|    |   |           |                                       |                                           |                      |                    |
| 21 | 7 | Épisode 7 | Alain Figlarz, Ludovic Colbeau-Justin | Camille de Castelnau                      | 4,65                 | 29 janvier 2015    |
|    |   |           |                                       |                                           |                      |                    |
| 22 | 8 | Épisode 8 | Alain Figlarz, Ludovic Colbeau-Justin | Yann Le Gal                               | 4,15                 | 29 janvier 2015    |
|    |   |           |                                       |                                           |                      |                    |

## Audiences
| #  | Épisode | Titre original | Date de diffusion originale | Horaire de diffusion | Audiences | PDM    |
| -- | ------- | -------------- | --------------------------- | -------------------- | --------- | ------ |
| 7  | 1       | Épisode 1      | 8 janvier 2015              | Jeudi 21 h 30        | 4 210 000 | 16,9 % |
| 8  | 2       | Épisode 2      | 8 janvier 2015              | Jeudi 22 h 30        | 3 180 000 | 18,4 % |
| 9  | 3       | Épisode 3      | 15 janvier 2015             | Jeudi 20 h 55        | 4 660 000 | 18,3 % |
| 10 | 4       | Épisode 4      | 15 janvier 2015             | Jeudi 21 h 55        | 3 940 000 | 18,4 % |
| 11 | 5       | Épisode 5      | 22 janvier 2015             | Jeudi 20 h 55        | 4 930 000 | 19,4 % |
| 12 | 6       | Épisode 6      | 22 janvier 2015             | Jeudi 21 h 55        | 4 260 000 | 20,2 % |
| 13 | 7       | Épisode 7      | 29 janvier 2015             | Jeudi 20 h 55        | 4 650 000 | 18,1 % |
| 14 | 8       | Épisode 8      | 29 janvier 2015             | Jeudi 21 h 55        | 4 150 000 | 20 %   |